# Бернвиллер
Бернви́ллер (фр. Bernwiller) — коммуна на северо-востоке Франции в регионе Гранд-Эст (бывший Эльзас — Шампань — Арденны — Лотарингия), департамент Верхний Рейн, округ Альткирш, кантон Мазво. До марта 2015 года коммуна административно входила в состав кантона Серне (округ Тан). Коммуна Аммерцвиллер была упразднена с 1 января 2016 года и объединена с коммуной Бернвиллер на основании Административного акта № 57 от 24 декабря 2015 года.

## Географическое положение

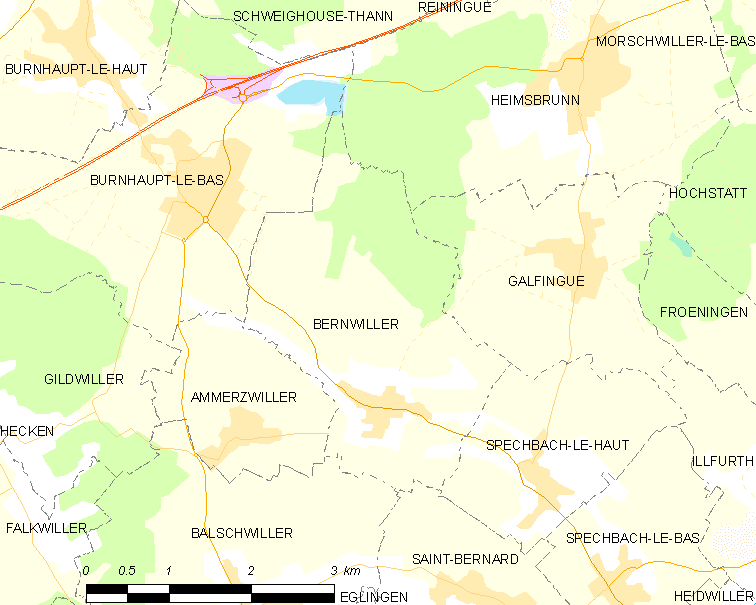
На карте

Коммуна расположена на расстоянии около 390 км на восток от столицы Франции — Парижа, 110 км юго-западнее — Страсбура, 45 км южнее административного центра департамента Верхний Рейн — Кольмара.
Площадь коммуны — 7,6 км², население — 609 человек (2006) с тенденцией к росту: 658 человек (2012), плотность населения — 86,6 чел/км².

## Население
Численность населения коммуны в 2011 году составляла 644 человека, а в 2012 году — 658 человек.
| 1962 | 1968 | 1975 | 1982 | 1990 | 1999 | 2004 | 2006 | 2009 | 2011 | 2012 |
| ---- | ---- | ---- | ---- | ---- | ---- | ---- | ---- | ---- | ---- | ---- |
| 348  | 372  | 391  | 397  | 447  | 599  | 612  | 609  | 645  | 644  | 658  |

Динамика населения:

## Экономика
В 2010 году из 436 человек трудоспособного возраста (от 15 до 64 лет) 327 были экономически активными, 109 — неактивными (показатель активности 75,0 %, в 1999 году — 73,0 %). Из 327 активных трудоспособных жителей работали 306 человек (163 мужчины и 143 женщины), 21 числились безработными (13 мужчин и 8 женщин). Среди 109 трудоспособных неактивных граждан 46 были учениками либо студентами, 29 — пенсионерами, а ещё 34 — были неактивны в силу других причин.
На протяжении 2011 года в коммуне числилось 238 облагаемых налогом домохозяйств, в которых проживало 642 человека. При этом медиана доходов составила 22397 евро на одного налогоплательщика.

## Слияние коммун
С 1 января 2016 года коммуна Бернвиллер объединена с коммуной Аммерцвиллер на основании Административного акта № 57 от 24 декабря 2015 года:
| Код INSEE | Коммуна         | Французское название | Почтовый индекс | Площадь, км² | Население (2012) | Плотность, чел/км² |
| --------- | --------------- | -------------------- | --------------- | ------------ | ---------------- | ------------------ |
| 68006     | Аммерцвиллер    | Ammerzwiller         | 68210           | 3,05         | 404              | 132,5              |
| 68031     | Бернвиллер      | Bernwiller           | 68210           | 7,6          | 658              | 86,6               |
| 68006     | Бернвиллер-2016 | Bernwiller           | 68210           | 10,65        | 1062             | 99,7               |

## Фотоалерея

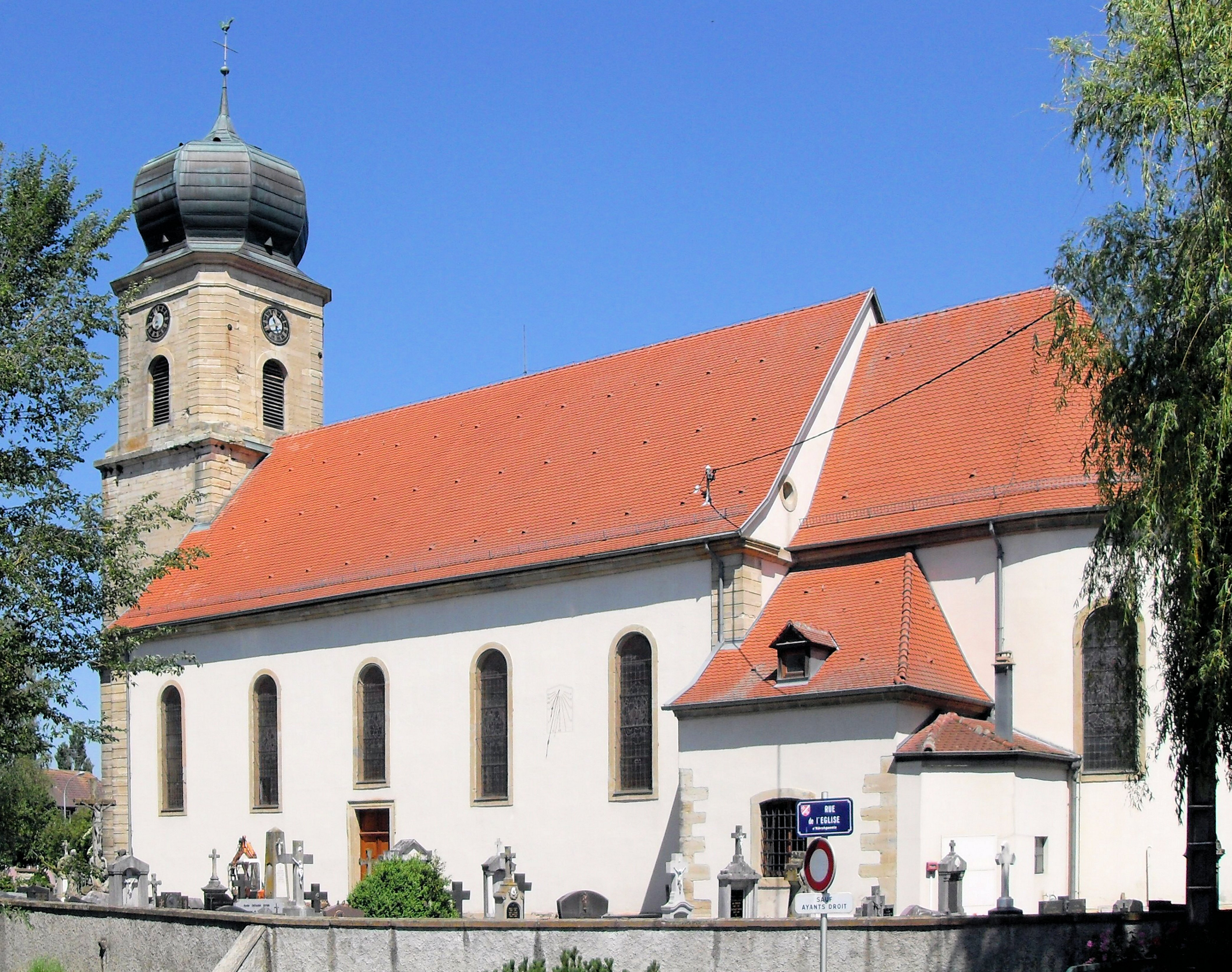
Церковь
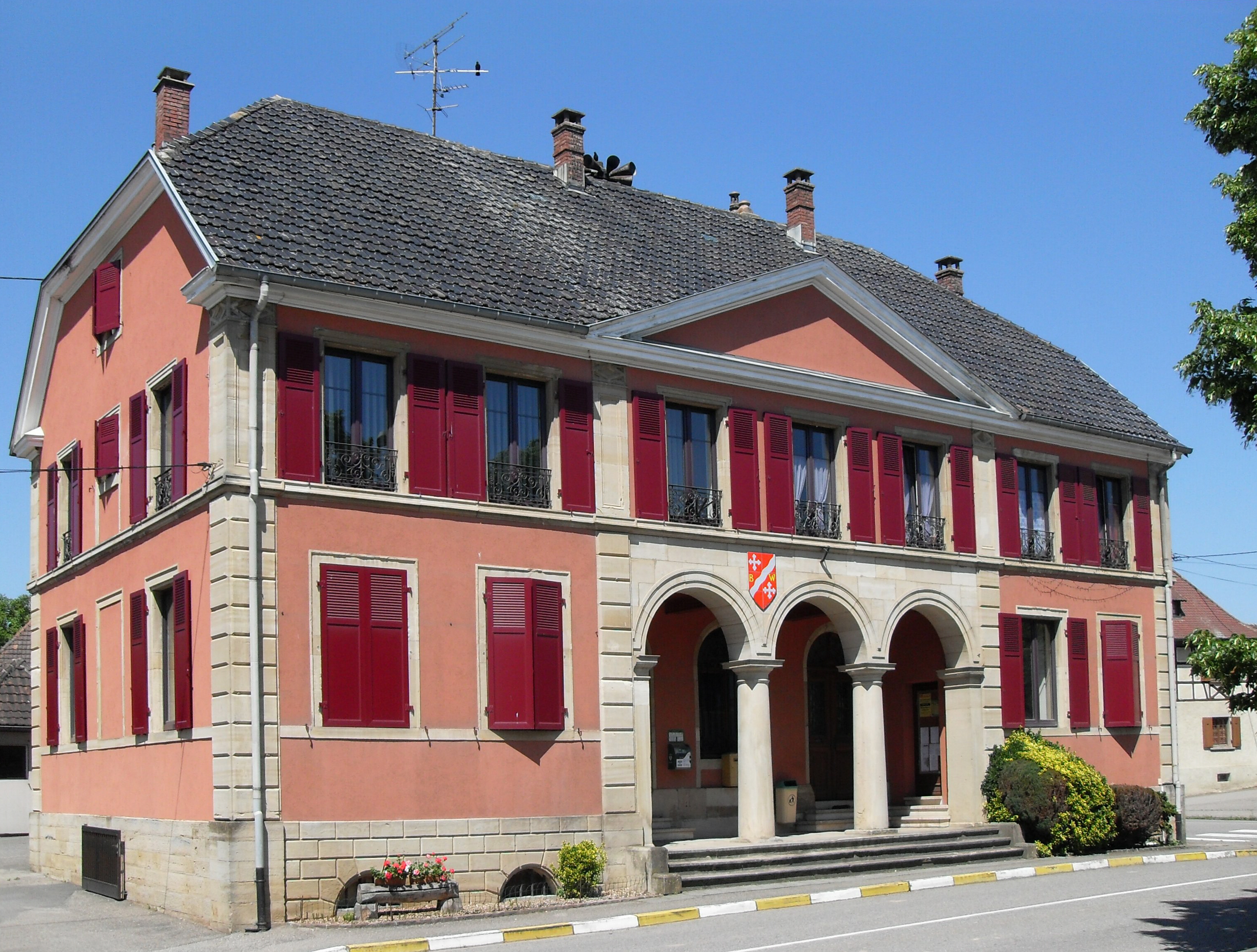
Здание мэрии